# Josefsthal (Lindlar)
Josefsthal war ein Ortsteil der Gemeinde Lindlar im Oberbergischen Kreis in Nordrhein-Westfalen.

## Lage und Beschreibung
Der Wohnplatz lag östlich der Landesstraße 129, die von Lindlar nach Wipperfeld führt, nördlich von Obersteinbach und Untersteinbach. Ein weiterer Nachbarort war Ommerborn.

## Geschichte
Der Ort entstand erst in der zweiten Hälfte des 19. Jahrhunderts und ist auf der Karte der Lagerstätten nutzbarer Mineralien in der Umgegend von Bensberg und Ründeroth aus dem Jahr 1882 als Josephsthal verzeichnet. Auch ab der Preußischen Neuaufnahme von 1894/96 auf Messtischblättern regelmäßig als Josefsthal verzeichnet.
Die Gemeinde- und Gutbezirksstatistik der Rheinprovinz führt Josephsdahl 1871 mit drei Wohnhäusern und elf Einwohnern auf. Im Gemeindelexikon für die Provinz Rheinland von 1888 werden für Josefsthal zwei Wohnhäuser mit acht Einwohnern angegeben. 1895 besitzt der Ort zwei Wohnhäuser mit vier Einwohnern und gehörte konfessionell zum katholischen Kirchspiel Süng, 1905 werden zwei Wohnhäuser und 13 Einwohner angegeben.
In dem 1960/70er Jahren fiel der Ort wüst.